# 中村幻児
中村幻児（なかむら げんじ、1946年11月21日 - ）は、日本の映画監督・映画プロデューサーである。栃木県大田原市出身。

## 経歴
1968年、慶應義塾大学文学部中退。東京綜合写真専門学校在学中よりフリーの助監督として活動し、1972年「完全なる同性愛」にて監督デビュー。以降多数のピンク映画を手がけ、その作家性と演出力によって高橋伴明、渡辺護らとともに斯界を代表する監督となる。1982年、筒井康隆原作の作品『ウィークエンド・シャッフル』にて一般映画に進出。テレビドラマ・Vシネマなども手がける。1983年には、大阪のENKプロモーションにおいて「巨根伝説　美しき謎」を監督。同作品は、当時は「薔薇族映画」と呼ばれ、日本における本格的なゲイポルノ映画の第一号となった。
1993年、映像クリエイターの育成組織として「映像塾」を創設。白石和彌などを輩出した。現在も自分の作品を創りながら後進の育成を行っている。

## 製作
- 「ウィークエンド・シャッフル」（らんだむはうす＝幻児プロ＝JO、1982年10月23日）
- 「痴漢とスカート」（雄プロ、プロデューサー、1984年5月11日）
- 「（生）テレクラ 握りたがる人妻たち」（雄プロ、プロデューサー、1986年7月26日）
- 「ロマン子クラブ エッチがいっぱい」（雄プロ、プロデューサー、1986年12月20日）
- 「Homosapiens ホモサピエンス noise」、「Homosapiens ホモサピエンス プラディ・マリー」、「Homosapiens ホモサピエンス ホームメイド」（映像塾、1996年3月23日）
- 「Kamome」（映像塾プロジェクト、2000年3月4日）

## 監督
- 1972年
  - 「完全なる同性愛」（プリマ企画）
  - 4月8日 - 「悲しき妖精」（プリマ企画）
  - 7月 - 「露出狂」（日本シネマ）
  - 8月 - 「欲情家族」（ミリオン）、「痴情の女」（日本シネマ）
  - 11月 - 「女子学生性科学入学」（ミリオン）、「恍惚の遊び」（日本シネマ）
- 1973年
  - 2月 - 「ポルノ婦人科」（ミリオン）、「夜まで待てない女」（日本シネマ）
  - 5月 - 「SEX交換 甘いしずく」（国映シネマ）
  - 8月 - 「汚れた花弁」（国映シネマ）
  - 11月 - 「色欲の罠」（国映シネマ）
- 1974年
  - 6月 - 「セミドキュメント 金髪狩り」（プリマ企画）
- 1975年
  - 1月 - 「猛烈ポルノ列島」（ワタナベプロ）
  - 5月 - 「セミドキュメント おんな蕩し」（ワタナベプロ）
  - 7月 - 「夜ひらく淫ら花」（東映ビデオ）
  - 9月 - 「青いスケバン 濡れた制服」（新東宝）
  - 10月 - 「性春のうめき」（ミリオンフィルム）
  - 12月 - 「トラックSEX野郎 ポルノ深夜便」（新東宝）
- 1976年
  - 3月19日 - 「セミドキュメント 暴走SEX集団」（ワタナベプロ）
  - 4月 - 「トラックSEX野郎 ポルノ深夜便」（新東宝）
- 1983年
  - 8月 - 「巨根伝説　美しき謎」（ENKプロモーション）

他

## 脚本
- 1974年6月 - 「セミドキュメント 金髪狩り」（プリマ企画）
- 1976年3月19日 - 「セミドキュメント 暴走SEX集団」（ワタナベプロ）
- 1976年9月25日 - 「セミドキュメント 非行女高生」（ワタナベプロ）
- 1977年3月5日 - 「未亡人下宿 いろ色教えます」（ワタナベプロ）
- 1977年5月 - 「日本残虐女拷問」（新東宝興業）
- 1977年6月4日 - 「セミドキュメント 処女失神」（ワタナベプロ）
- 1977年11月26日 - 「痴女昇天」（ワタナベプロ）
- 1978年2月4日 - 「好色美容師」（ワタナベプロ）
- 1978年4月15日 - 「OL痴女姉妹 上唇下唇」（ワタナベプロ）
- 1982年10月23日 - 「ウィークエンド・シャッフル」（らんだむはうす＝幻児プロ＝JO）
- 2000年3月4日 - 「Kamome」（脚本・構成、映像塾プロジェクト）
- 2001年1月25日 - 「TERRORS 山川恵里佳 エンゼル・ダスト ANGEL DUST」 (V) （フジテレビ映像企画部）
- 2004年9月18日 - 「ロード88 出会い路、四国へ」（ロード88製作委員会）